# Big Beach Sports
Big Beach Sports is een spel voor op de Nintendo Wii. Het spel is in Europa vanaf 27 juni 2008 te koop. Het is uitgegeven door HB Studios en geproduceerd door THQ. In het spel kan de speler 6 sporten spelen: volleybal, voetbal, American football, jeu de boules, cricket en diskgolf.